# Esquí acrobàtic als Jocs Olímpics d'hivern de 2018 - Migtub femení
La prova de migtub femení va ser una de les deu proves que es disputaren als Jocs Olímpics d'Hivern de 2018 de Pyeongchang (Corea del Sud) dins el programa d'esquí acrobàtic. La competició es va disputar el 19 i 20 de febrer de 2018 al Bogwang Phoenix Park.

## Medaller
| Or                  | Argent               | Bronze                |
| Cassie Sharpe (CAN) | Marie Martinod (FRA) | Brita Sigourney (USA) |

## Resultats

### Classificació
Q — classificat per la final
Les 12 millors atletes de la primera ronda passen a la final.
| Posició | Dorsal | Ordre sortida | Atleta              | País                       | Sèrie 1 | Sèrie 2 | Millor | Notes |
| ------- | ------ | ------------- | ------------------- | -------------------------- | ------- | ------- | ------ | ----- |
| 1       | 8      | 3             | Cassie Sharpe       | Canadà                     | 93.00   | 93.40   | 93.40  | Q     |
| 2       | 10     | 7             | Marie Martinod      | França                     | 91.60   | 92.00   | 92.00  | Q     |
| 3       | 5      | 1             | Brita Sigourney     | Estats Units               | 90.60   | 90.60   | 90.60  | Q     |
| 4       | 7      | 6             | Annalisa Drew       | Estats Units               | 85.40   | 86.00   | 86.00  | Q     |
| 5       | 2      | 13            | Ayana Onozuka       | Japó                       | 74.60   | 84.80   | 84.80  | Q     |
| 6       | 15     | 4             | Maddie Bowman       | Estats Units               | 83.60   | 83.80   | 83.80  | Q     |
| 7       | 16     | 11            | Sabrina Cakmakli    | Alemanya                   | 81.80   | 31.40   | 81.80  | Q     |
| 8       | 1      | 2             | Zhang Kexin         | R.P. de la Xina            | 80.60   | 81.00   | 81.00  | Q     |
| 9       | 20     | 22            | Rowan Cheshire      | Regne Unit                 | 74.00   | 71.40   | 74.00  | Q     |
| 10      | 11     | 8             | Valeriya Demidova   | Atletes Olímpics de Rússia | 71.00   | 73.60   | 73.60  | Q     |
| 11      | 17     | 24            | Rosalind Groenewoud | Canadà                     | 73.20   | 72.80   | 73.20  | Q     |
| 12      | 18     | 17            | Anaïs Caradeux      | França                     | 25.00   | 72.80   | 72.80  | Q     |
| 13      | 6      | 12            | Elisabeth Gram      | Àustria                    | 72.20   | 20.00   | 72.20  |       |
| 14      | 3      | 10            | Saori Suzuki        | Japó                       | 69.20   | 71.80   | 71.80  |       |
| 15      | 13     | 5             | Devin Logan         | Estats Units               | 71.60   | 25.60   | 71.60  |       |
| 16      | 19     | 20            | Janina Kuzma        | Nova Zelanda               | 67.80   | 48.60   | 67.80  |       |
| 17      | 4      | 14            | Molly Summerhayes   | Regne Unit                 | 60.80   | 66.00   | 66.00  |       |
| 18      | 12     | 16            | Jang Yu-jin         | Corea del Sud              | 64.40   | 60.00   | 64.40  |       |
| 19      | 21     | 21            | Chai Hong           | R.P. de la Xina            | 58.00   | 63.60   | 63.60  |       |
| 20      | 9      | 15            | Wu Meng             | R.P. de la Xina            | 53.40   | 61.00   | 61.00  |       |
| 21      | 14     | 9             | Yurie Watabe        | Japó                       | 21.20   | 56.60   | 56.60  |       |
| 22      | 23     | 18            | Britt Hawes         | Nova Zelanda               | 52.20   | 57.40   | 57.40  |       |
| 23      | 22     | 19            | Laila Friis-Salling | Dinamarca                  | 45.00   | 11.80   | 45.00  |       |
| 24      | 24     | 23            | Elizabeth Swaney    | Hongria                    | 30.00   | 31.40   | 31.40  |       |

### Final
La final es va disputar el 20 de febrer a les 10:30.
| Posició | Dorsal | Atleta              | País                       | Sèrie 1 | Sèrie 2 | Sèrie 3 | Millor | Notes |
| ------- | ------ | ------------------- | -------------------------- | ------- | ------- | ------- | ------ | ----- |
| 1       | 3      | Cassie Sharpe       | Canadà                     | 94.40   | 95.80   | 42.00   | 95.80  |       |
| 2       | 7      | Marie Martinod      | França                     | 92.20   | 92.60   | 23.20   | 92.60  |       |
| 3       | 1      | Brita Sigourney     | Estats Units               | 89.80   | 88.60   | 91.60   | 91.60  |       |
| 4       | 6      | Annalisa Drew       | Estats Units               | 86.80   | 73.00   | 90.80   | 90.80  |       |
| 5       | 13     | Ayana Onozuka       | Japó                       | 50.80   | 77.20   | 82.20   | 82.20  |       |
| 6       | 8      | Valeriya Demidova   | Atletes Olímpics de Rússia | 79.00   | 80.60   | 77.60   | 80.60  |       |
| 7       | 22     | Rowan Cheshire      | Regne Unit                 | 75.40   | 17.80   | 13.60   | 75.40  |       |
| 8       | 11     | Sabrina Cakmakli    | Alemanya                   | 74.20   | 57.60   | 20.40   | 74.20  |       |
| 9       | 2      | Zhang Kexin         | R.P. de la Xina            | 73.00   | 55.40   | 71.00   | 73.00  |       |
| 10      | 24     | Rosalind Groenewoud | Canadà                     | 70.60   | 67.80   | 66.60   | 70.60  |       |
| 11      | 4      | Maddie Bowman       | Estats Units               | 25.80   | 26.40   | 27.00   | 27.00  |       |
| 12      | 17     | Anaïs Caradeux      | França                     | DNS     | DNS     | DNS     | DNS    |       |